# Кузнецов Віктор Васильович
 Віктор Васильович Кузнецов (нар. 25 лютого 1949, Каменоломня) — колишній радянський футболіст, півзахисник, а також український футбольний тренер. Має молодшого брата Сергія, який також був футболістом.
Насамперед відомий виступами за клуб «Зоря», а також національну збірну СРСР.

## Клубна кар'єра
У дорослому футболі дебютував 1967 року виступами за «Таврію», в якій провів один сезон.
Своєю грою за останню команду привернув увагу представників тренерського штабу луганської «Зорі», до складу якої приєднався 1968 року. В «Зорі» провів одинадцять сезонів, взявши участь у 318 матчах чемпіонату. Більшість часу, проведеного у складі «Зорі», був основним гравцем команди. 1972 року допоміг команді вперше в історії стати чемпіоном СРСР.
Завершив професійну ігрову кар'єру у СКА (Ростов-на-Дону), за яке виступав протягом 1980–1981 років.

## Виступи за збірну
29 липня 1972 року дебютував в офіційних матчах у складі національної збірної СРСР в матчі проти збірної Уругваю. Протягом кар'єри у національній команді, яка тривала усього 2 роки, провів у формі головної команди країни 8 матчів.

## Тренерська кар'єра
На початку 1990-х працював в «Зорі» начальником команди (1991-1992) і асистентом (1992-1993), після чого став асистентом у «Таврії».
Протягом 1994—1995 років був головним тренером «Кривбаса».

## Особисте життя
Віктор Кузнецов мав трьох братів, які стали футболістами. Найстарший брат Григорій грав у командах класу «Б» з України, тривалий час грав за команду «Даугава» в другій групі класу «А», а пізніше в першій та другій лігах СРСР. Середній брат Василь грав у низці команд класу «Б». Наймолодший брат Сергій, як і Віктор, грав у командах вищої ліги СРСР та збірній СРСР.
| Дата       | Місто         | Господарі  | Результат | Гості    | Турнір                      | Голи | Примітки |
| ---------- | ------------- | ---------- | --------- | -------- | --------------------------- | ---- | -------- |
| 29/06/1972 | Сан-Паулу     | Уругвай    | 0 – 1     | СРСР     | Кубок незалежності Бразилії | -    | 71'      |
| 02/07/1972 | Белу-Оризонті | Аргентина  | 1 – 0     | СРСР     | Кубок незалежності Бразилії | -    | 65'      |
| 06/07/1972 | Белу-Оризонті | Португалія | 1 – 0     | СРСР     | Кубок незалежності Бразилії | -    |          |
| 13/05/1973 | Москва        | СРСР       | 1 – 0     | Ірландія | Відбір до ЧС 1974           | -    |          |
| 26/05/1973 | Москва        | СРСР       | 2 – 0     | Франція  | Відбір до ЧС 1974           | -    | 60'      |
| 10/06/1973 | Москва        | СРСР       | 1 – 2     | Англія   | товариський матч            | -    | 46'      |
| 05/08/1973 | Москва        | СРСР       | 0 – 0     | Швеція   | товариський матч            | -    |          |
| 26/09/1973 | Москва        | СРСР       | 0 – 0     | Чилі     | Відбір до ЧС 1974           | -    |          |
| Усього     |               | Матчів     | 8         |          | Голів                       | 0    |          |

## Досягнення
- Чемпіон СРСР: 1972
- Фіналіст Кубка СРСР: 1969, 1974, 1975
- Чемпіон Європи (U-18): 1967
- У списках 33-х найкращих футболістів СРСР: № 2 — 1972, 1974